# جينو مارتينو
جينو مارتينو (بالإنجليزية: Gino Martino)‏ هو مصارع محترف أمريكي، ولد في القرن العشرين في رفير في الولايات المتحدة.

## وصلات خارجية
- جينو مارتينو على موقع CageMatch worker (الإنجليزية)
- جينو مارتينو على موقع قاعدة بيانات المصارعة على الإنترنت (الإنجليزية)

- الموقع الرسمي
- جينو مارتينو على موقع IMDb (الإنجليزية)